# Сельский врач (фильм, 1951)
«Сельский врач» — советский художественный фильм, снятый режиссёром Сергеем Герасимовым в 1951 году на киностудии им. М. Горького. Премьера состоялась 17 января 1952 года.

## Сюжет
Выпускница медицинского института Татьяна Казакова приезжает по распределению в село Горячие Ключи и намерена доказать свою профпригодность маленькому, но достаточно профессиональному коллективу больницы, которую возглавляет 76-летний доктор Арсеньев, острый ум и чрезмерная недоверчивость которого становятся основной причиной недолгого раздора между коллегами.

## В ролях
- Тамара Макарова — Татьяна Николаевна Казакова, врач
- Григорий Белов — Арсений Иванович Арсеньев, врач
- Всеволод Санаев — Николай Петрович Коротков, секретарь райкома
- Василий Капустин — Иван Денисович Поспелов, агроном
- Иван Кузнецов — Павел Акимович Балашов, председатель колхоза
- Анатолий Дудоров — Анатолий Алексеевич Тёмкин, врач
- Александр Смирнов — Скворцов
- Виктор Ключарёв — Андрей Андреевич Кулик, заведующий райздравотделом
- Александра Панова — Софья Саввишна, санитарка
- Инна Макарова — Баранова
- Олеся Иванова — Ира, медсестра
- Клавдия Хабарова — Нюра, медсестра
- Александра Харитонова — Шура, медсестра
- Владимир Гуляев — Виктор Павлович Потапов, завхоз
- Николай Сморчков — Женя Струков, колхозник
- Валентина Телегина — тётя Паша, санитарка
- Елена Максимова — тётя Феня, санитарка
- Борис Лесовой — Денис Васильевич Поспелов
- Елена Ануфриева — Петухова, пациентка
- Екатерина Савинова — Дуся Поспелова, сестра Ивана Денисовича
- Клара Румянова — Лена Зуева, жена Жени Струкова (дебют в кино)
- Иван Косых — Фёдор, жених Дуси (дебют в кино).
- Вера Бурлакова — секретарь
- Константин Нассонов — попутчик Татьяны (нет в титрах)
- Владимир Маренков — Комов, тракторист (нет в титрах)
- Ольга Маркина — секретарь собрания (нет в титрах)
- Григорий Михайлов — эпизод (нет в титрах)
- Елена Вольская — медсестра (нет в титрах)
- Алевтина Румянцева — медсестра (нет в титрах)
- Георгий Милляр — Дмитрий Васильевич, больной (нет в титрах)
- Юрий Саранцев — повар на уборочной (нет в титрах)
- Маргарита Жарова — медсестра (нет в титрах)
- Елизавета Кузюрина — гостья на свадьбе (нет в титрах)
- Николай Рыбников — гость на свадьбе (нет в титрах)
- Римма Шорохова — эпизод (нет в титрах)
- Валентина Беляева — Лиза, подруга Татьяны (нет в титрах)
- Сергей Троицкий — эпизод (нет в титрах)
- Серафима Холина — эпизод (нет в титрах)

## Съёмочная группа
- Режиссёр-постановщик — Сергей Герасимов
- Автор сценария — Мария Смирнова
- Оператор — Владимир Рапопорт
- Художники — Л. Иконникова, Иван Степанов
- Художник по костюмам — Эльза Рапопорт
- Композитор — Николай Будашкин
- Звукорежиссёр — Николай Писарев
- Монтаж — Лидия Жучкова
- Врач-консультант — Н. Крюков
- Директор картины — Я. Светозаров

## Интересные факты
- Во время съёмок младенец, изображавший ребёнка Лены, уснул, и плач новорождённого озвучила Клара Румянова.